# Staatsstraße 16 (Finnland)

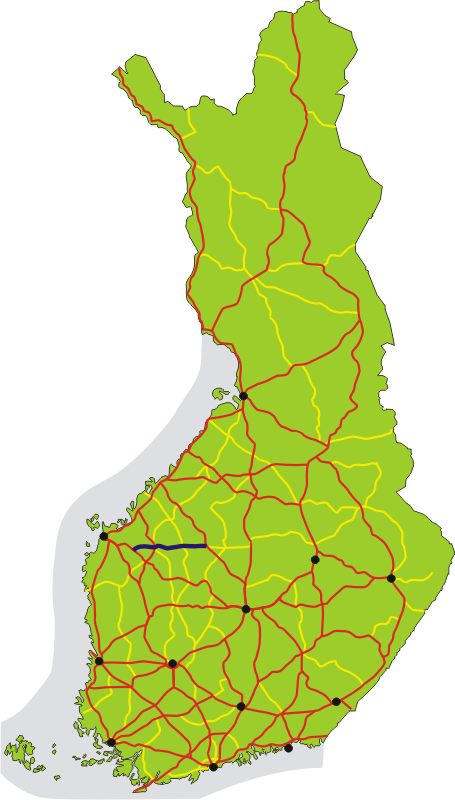
Verlauf der Staatsstraße 16

Die finnische Staatsstraße 16 (finn. Valtatie 16, schwed. Riksväg 16) führt von Ylistaro westlich von Seinäjoki nach Kyyjärvi. Die Straße ist 106 Kilometer lang.

## Streckenverlauf

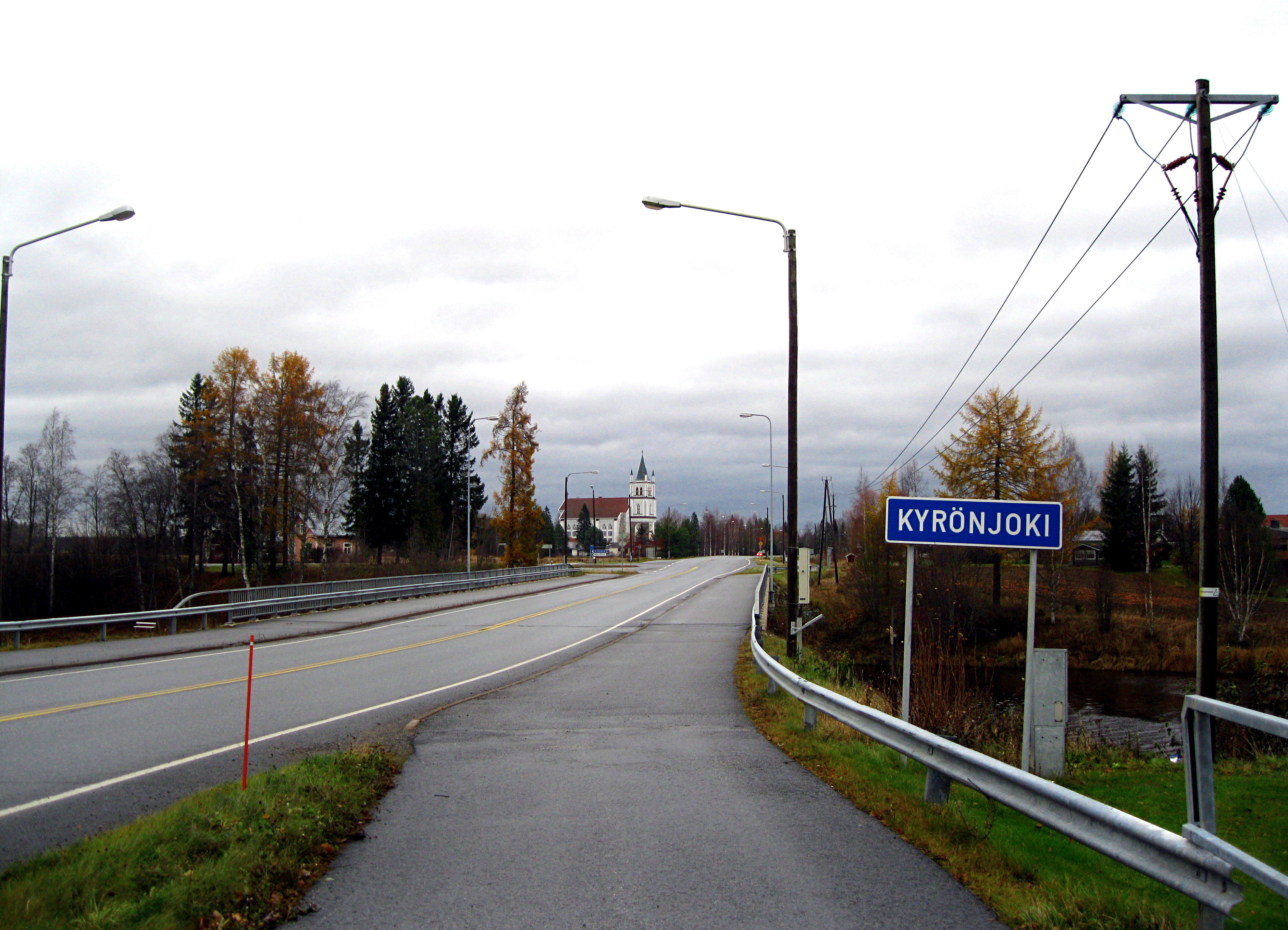
Die Straße in Ylistaro

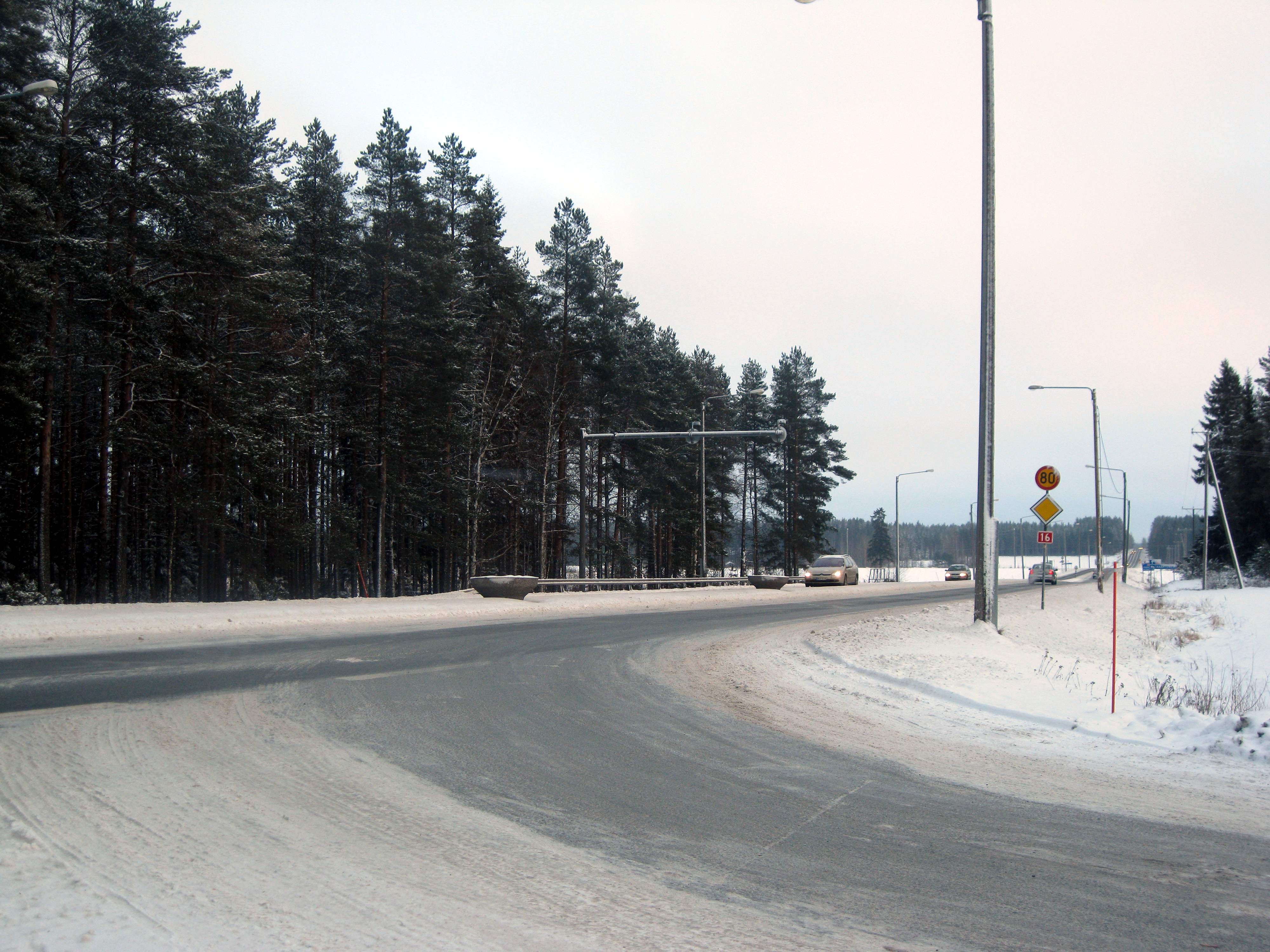
Die Straße in Alajärvi

Die  zweigt in Ylistaro von der aus Richtung Vaasa kommenden  ab und führt in östlicher Richtung über Lapua, wo sie die  kreuzt, und an Alajärvi vorbei nach Kyyijärvi. Dort endet sie an der .
Die hintereinander in Ost-West-Richtung verlaufenden Straßen ,  und  bilden gemeinsam eine Querpassage durch Finnland und sind Teil des Blauen Weges von Norwegen nach Russland. Planungen sehen vor, die  durch Hochstufung der 182 km langen  zur Staatsstraße nach Osten zu verlängern. 